# Хартман, Филип
Филип Хартман (англ. Philip Hartman, 16 мая 1915, Балтимор — 28 августа 2015) — американский математик. Специалист в области анализа и дифференциальных уравнений, соавтор теоремы Гробмана — Хартмана, автор широко известного учебника по теории обыкновенных дифференциальных уравнений, переведённого на многие языки, в том числе, на русский.